# Melanotrichia samaconius
Melanotrichia samaconius är en nattsländeart som beskrevs av Malicky och Chantaramongkol 1992. Melanotrichia samaconius ingår i släktet Melanotrichia och familjen Xiphocentronidae. Inga underarter finns listade i Catalogue of Life.